# Othius laeviusculus
Othius laeviusculus – gatunek chrząszcza z rodziny kusakowatych i podrodziny kusaków.

## Taksonomia
Gatunek ten opisany został po raz pierwszy w 1833 roku przez Jamesa Francisa Stephensa. Jako miejsce typowe wskazano Londyn i Suffolk w Wielkiej Brytanii.

## Morfologia
Chrząszcz o wydłużonym ciele długości od 5 do 6 mm. Głowa jest owalna, brunatnoczarna z brunatnymi głaszczkami i czułkami. Silne, zakrzywione żuwaczki mają bruzdę na krawędzi zewnętrznej. Warga górna ma na przedniej krawędzi głębokie, szczelinowate wcięcie. Bruzdy czołowe są słabo widoczne. Brak jest obrzeżenia na spodzie skroni. Czułki mają człon trzeci co najwyżej nieco dłuższy niż poprzedni, człony od czwartego do szóstego dłuższe niż szerokie, a człony od siódmego do dziesiątego nieco szersze niż długie. Czarnobrunatne przedplecze ma po dwa punkty w szeregach grzbietowych i pozbawione jest mikrorzeźby. Pokrywy są dłuższe od głowy, brunatne z jasnobrunatnymi krawędziami tylnymi i rozjaśnieniami wzdłuż szwu. Skrzydła tylnej pary są w pełni wykształcone. Odnóża są brunatnie ubarwione. Przednia ich para ma stopy o rozszerzonych członach, u samców mocniej niż u samic. Brunatnoczarny odwłok ma wyraźną obwódkę błoniastą na tylnym brzegu piątego tergitu.

## Ekologia i występowanie
Owad higrofilny, spotykany na stanowiskach wilgotnych, w tym w lasach, dolinach rzek, potoków i strumieni, na wilgotnych łąkach, pobrzeżach jezior i stawów. Bytuje wśród żwiru, pod kamieniami, gnijącymi szczątkami roślinnymi i murszejącą korą drzew. W okresie wiosennym i jesiennym imagines wieczorami przebywają na trawach i ziołoroślach, skąd dają się czerpakować.
Gatunek palearktyczny, znany z Portugalii, Hiszpanii, Irlandii, Wielkiej Brytanii, Francji, Holandii, Niemiec, Szwajcarii, Austrii, Włoch, Polski, Czech, Słowacji, Węgier, Rumunii, Bułgarii, Słowenii, Chorwacji, Bośni i Hercegowiny, Macedonii Północnej, Grecji, europejskiej części Rosji, Cypru, Turcji, Azerbejdżanu, Syrii, Iranu, Maroka, Algierii i Tunezji. W Polsce jest stosunkowo rzadko spotykany, ograniczony głównie do gór i przedgórzy; podawany z Sudetów Środkowych, okolic Nysy, Wyżyny Krakowsko-Częstochowskiej, Beskidu Żywieckiego, Tatr, Bieszczadów i Gór Sanocko-Turczańskich.